# Diplomacia das canhoneiras

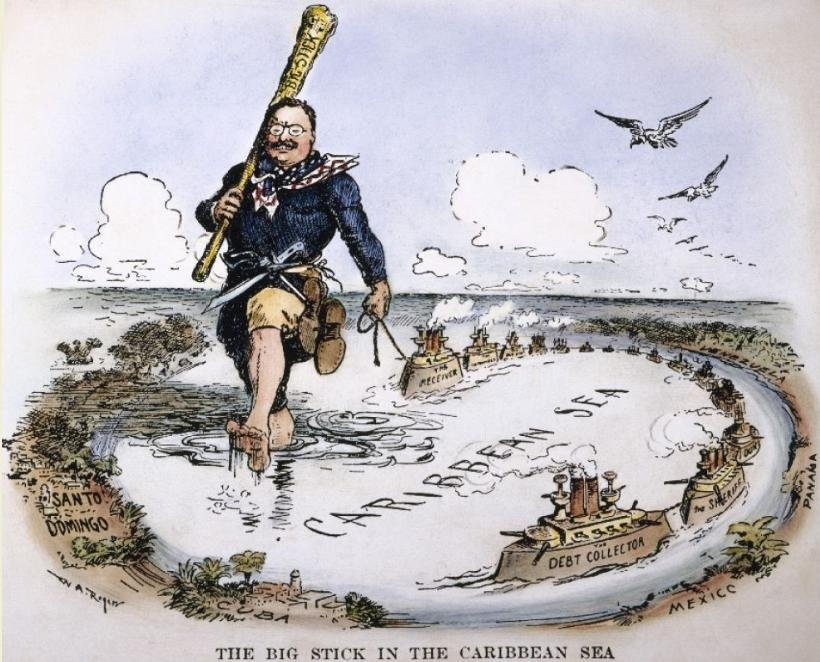

Em política internacional, diplomacia das canhoneiras refere-se à busca de resultados em política externa com a ajuda de exibições conspícuas de poderio militar — implicando ou constituindo numa ameaça direta de guerra, se os termos não forem do agrado da força superior.

## Exemplos notáveis

### Século XIX
- Segunda Guerra Berbere (1815)
- Bloqueio francês do rio da Prata
- Guerra do Ópio (a primeira em 1840 e a segunda em 1856)
- Abertura do Japão pelo Comodoro Matthew C. Perry e seus navios negros (1853-1854)
- Questão Christie (Império do Brasil contra Império Britânico, 1862 a 1865)
- Guerra Anglo-Zanzibari

### Século XX
- Separação do Panamá da Colômbia
- Grande Frota Branca (1907)
- Crise de Agadir (1911)
- Primeira Crise do Estreito de Taiwan (1954-1955)
- Segunda Crise do Estreito de Taiwan (1958)
- Operação Brother Sam (1964)
- Ameaça americana à soberania da Índia durante a Guerra Indo-Paquistanesa de 1971
- Terceira Crise do Estreito de Taiwan (1995-1996)

## Referencias
1. ↑  «Book Reviews : Gunboat Diplomacy. James Cable. No. 16 in Studies in International Security. Chatto & Windus for the Institute of Strategic Studies. £2.80». International Relations (1): 121–123. Abril de 1972. ISSN 0047-1178. doi:10.1177/004711787200400111. Consultado em 15 de março de 2023